# San Bernardo Luserna Calcio Femminile 2016-2017
Questa voce raccoglie le informazioni riguardanti la Società Sportiva Dilettantistica San Bernardo Luserna Calcio Femminile nelle competizioni ufficiali della stagione 2016-2017.

## Stagione
Nella stagione 2016-2017 il San Bernardo Luserna ha disputato il campionato di Serie A, massima serie del campionato italiano femminile di calcio, concludendo all'undicesimo posto con 14 punti conquistati in 22 giornate, frutto di 4 vittorie, 2 pareggi e 16 sconfitte, venendo retrocesso direttamente in Serie B. Nella Coppa Italia è sceso in campo sin dal primo turno: dopo aver vinto il triangolare A su Juventus Torino e Torino, è stato eliminato al primo turno dalla Novese, compagine di Serie B.

## Organigramma societario
Area tecnica
- Allenatore: Tatiana Zorri
- Preparatore dei portieri: Rita Caravilla
- Preparatore atletico: Elisa Miniati

## Rosa
Rosa, numerazione e ruoli, tratti dal sito ufficiale della società, sono aggiornati all'11 gennaio 2016.
| N. |                   | Ruolo | Calciatrice            |
| -- | ----------------- | ----- | ---------------------- |
| 1  | Italia (bandiera) | P     | Federica Russo         |
| 2  | Italia (bandiera) | D     | Stefania Favole        |
| 3  | Italia (bandiera) | D     | Sara Tosetto           |
| 4  | Italia (bandiera) | D     | Dalila Joly            |
| 5  | Italia (bandiera) | D     | Alice Greppi           |
| 6  | Italia (bandiera) | D     | Giorgia Tudisco        |
| 8  | Italia (bandiera) | C     | Silvia Vivirito        |
| 9  | Italia (bandiera) | A     | Raffaella Barbieri     |
| 10 | Italia (bandiera) | C     | Annalisa Favole        |
| 11 | Italia (bandiera) | D     | Benedetta Mazzucchetti |
| 13 | Italia (bandiera) | D     | Carlotta Ippolito      |
| 15 | Italia (bandiera) | C     | Valentina Puglisi      |
| 17 | Italia (bandiera) | A     | Elena Genovese         |

| N. |                    | Ruolo | Calciatrice         |
| -- | ------------------ | ----- | ------------------- |
| 18 | Italia (bandiera)  | A     | Erika Moretti       |
| 19 | Italia (bandiera)  | C     | Sara Massarelli     |
| 20 | Italia (bandiera)  | C     | Silvia Pisano       |
| 22 | Italia (bandiera)  | P     | Chiara Serafino     |
| 23 | Italia (bandiera)  | A     | Romina Pinna        |
|    | Romania (bandiera) | P     | Patricia Prundeanu  |
|    | Italia (bandiera)  | D     | Federica Prencipe   |
|    | Italia (bandiera)  | D     | Chiara Archinà      |
|    | Italia (bandiera)  | D     | Francesca Chiappino |
|    | Italia (bandiera)  | C     | Carlotta Masu       |
|    | Italia (bandiera)  | C     | Lorenza Scarpelli   |
|    | Italia (bandiera)  | A     | Martina Capello     |
|    | Italia (bandiera)  | A     | Alice Cama          |

## Calciomercato
| Acquisti | Acquisti           | Acquisti         | Acquisti   |
| R.       | Nome               | da               | Modalità   |
| -------- | ------------------ | ---------------- | ---------- |
| P        | Patricia Prundeanu | Juventus Torino  | definitivo |
| P        | Federica Russo     | Cuneo            | definitivo |
| D        | Alice Greppi       | Cuneo            | definitivo |
| D        | Dalila Joly        | Cuneo            | definitivo |
| D        | Sara Tosetto       | Musiello Saluzzo | definitivo |
| C        | Silvia Pisano      | Accademia Acqui  | definitivo |
| C        | Silvia Vivirito    | Südtirol         | definitivo |
| A        | Alice Cama         | Cuneo            | definitivo |
| A        | Elena Genovese     | Cuneo            | definitivo |
| A        | Romina Pinna       | Pink Sport Time  | definitivo |

| Cessioni | Cessioni          | Cessioni          | Cessioni   |
| R.       | Nome              | a                 | Modalità   |
| -------- | ----------------- | ----------------- | ---------- |
| P        | Noemi Asteggiano  | Alessandria       | definitivo |
| C        | Erika Di Lascio   | Como 2000         | definitivo |
| C        | Matilde Malatesta | Ligorna 1922      | definitivo |
| C        | Giulia Trapani    | Juventus Torino   | definitivo |
| A        | Alessia D'Ancona  | Atletico Oristano | definitivo |

## Risultati

### Serie A

#### Girone di andata
| Arbitro: | Davide Faraon (Conegliano) |

|                                     |           |  |
| Camporese 7’ Clelland 54’, 59’, 65’ | Marcatori |  |

| Arbitro: | Alessandro Calefatti (Saronno) |

|              |           |                             |
| Vivirito 33’ | Marcatori | 3’ Martinovic 89’ Coluccini |

| Arbitro: | Deborah Bianchi (Prato) |

|                                        |           |  |
| Fusetti 18’ Ferrario 52’ Cambiaghi 78’ | Marcatori |  |

| Arbitro: | Andrea Calzavara (Varese) |

|                                      |           |                                       |
| Moretti 12’, 33’ Pinna 23’, 43’, 81’ | Marcatori | 67’ Catena 70’ Vagnini 88’ De Sanctis |

| Arbitro: | Tommaso Righi (Bologna) |

|                                                        |           |  |
| Rodella 8’ Gabbiadini 14’, 86’ Pasini 89’ Williams 90’ | Marcatori |  |

| Arbitro: | Leonardo Funari (Roma) |

|  |           |                                                |
|  | Marcatori | 2’, 9’, 30’ Mauro 47’, 71’ Bonetti 60’ Zazzera |

| Arbitro: | Matteo Mori (La Spezia) |

|                         |           |                              |
| Moretti 25’ Puglisi 59’ | Marcatori | 56’, 79’ Pirone 83’ Giacinti |

| Arbitro: | Francesco D'Eusanio (Faenza) |

|                                                   |           |  |
| Di Bari 21’ Innerhuber 78’ (rig.) Marinelli 90+1’ | Marcatori |  |

| Arbitro: | Davide Simonini (Gallarate) |

|                                            |           |                                                |
| Moretti 19’ Pinna 23’, 52’ Diaz 59’ (aut.) | Marcatori | 7’ (rig.) Colasuonno 47’ Filippi 90+4’ Baldini |

| Arbitro: | Marco Manicardi (Modena) |

|            |           |  |
| Sodini 21’ | Marcatori |  |

| Arbitro: | Senthuran Lingamoorthy (Genova) |

|  |           |                                                   |
|  | Marcatori | 6’ Mele 22’ Lenzini 71’ Bonansea 79’, 82’ Girelli |

#### Girone di ritorno
| Arbitro: | Stefania Menicucci (Lanciano) |

|                                                       |           |                          |
| Mazzucchetti 11’ Puglisi 32’ Vivirito 63’ Moretti 89’ | Marcatori | 57’ Sardu 62’ Filippozzi |

| Arbitro: | Giuseppe Romaniello (Napoli) |

|                                                   |           |                               |
| Caruso 19’ Simonetti 52’ Coluccini 63’ Greggi 86’ | Marcatori | 40’ Mazzucchetti 85’ Vivirito |

| Arbitro: | Matteo Mori (La Spezia) |

|          |           |                                  |
| Cama 90’ | Marcatori | 11’ (rig.) Ambrosetti 50’ Gritti |

| Arbitro: | Giacomo Casalini (Pontedera) |

|                              |           |                             |
| Polli 23’ (rig.), 30’ (rig.) | Marcatori | 3’ (rig.), 37’ (rig.) Pinna |

| Arbitro: | Marco Paletta (Lodi) |

|                |           |             |
| Barbieri 90+2’ | Marcatori | 35’ Boattin |

| Arbitro: | Mario Perri (Roma) |

|                                                                           |           |  |
| Adami 20’ Greppi 26’ (aut.) Bonetti 40’ (rig.), 54’ Mauro 58’ Zazzera 85’ | Marcatori |  |

| Arbitro: | Andrè Scialla (Vicenza) |

|                                                             |           |                          |
| Pirone 15’, 77’, 84’ Pellegrinelli 24’, 28’ Alborghetti 42’ | Marcatori | 7’ Cama 90’ (rig.) Pinna |

| Arbitro: | Andrea Beretta (Monza) |

|                                    |           |                                              |
| Cama 3’, 27’ Moretti 25’ Pinna 75’ | Marcatori | 36’ Tona 83’ Marinelli 90+2’ Gia. Di Camillo |

| Arbitro: | Luca De Angeli (Milano) |

|                                                                                       |           |                  |
| Mazzucchetti 32’ (aut.) Diaz 36’ Principi 42’ (rig.) Razzolini 53’ Tucceri Cimini 78’ | Marcatori | 59’ (rig.) Pinna |

| Arbitro: | Alessandro Calefati (Saronno) |

|                       |           |                          |
| Valentina Puglisi 35’ | Marcatori | 49’ Mascarello 51’ Rosso |

| Arbitro: | Alessandro Scifo (Trento) |

|                                                |           |  |
| Tarenzi 16’ Rosucci 26’ Serturini 35’ Gama 74’ | Marcatori |  |

### Coppa Italia

#### Primo turno
Triangolare T1
| Arbitro: | Francesco Loiodice (Collegno) |

|                             |           |  |
| Barbieri 34’, 38’ Pinna 68’ | Marcatori |  |

| Pianezza 25 settembre 2016, ore 15:30 CEST 3ª giornata                  | Torino    | 1 – 3 referto              | Luserna | Stadio Comunale |
| \| \| \| \| \| Malara 73’ \| Marcatori \| 3’ Pinna 70’, 87’ Genovese \| |           |                            |         |                 |
|                                                                         |           |                            |         |                 |
| Malara 73’                                                              | Marcatori | 3’ Pinna 70’, 87’ Genovese |         |                 |

#### Secondo turno
| Arbitro: | Ernesto Pinchetti (Sesto San Giovanni) |

|            |           |                |
| Greppi 87’ | Marcatori | 69’, 81’ Levis |

## Statistiche

### Statistiche di squadra
| Competizione | Punti | In casa | In casa | In casa | In casa | In casa | In casa | In trasferta | In trasferta | In trasferta | In trasferta | In trasferta | In trasferta | Totale | Totale | Totale | Totale | Totale | Totale | DR  |
| Competizione | Punti | G       | V       | N       | P       | Gf      | Gs      | G            | V            | N            | P            | Gf           | Gs           | G      | V      | N      | P      | Gf     | Gs     | DR  |
| ------------ | ----- | ------- | ------- | ------- | ------- | ------- | ------- | ------------ | ------------ | ------------ | ------------ | ------------ | ------------ | ------ | ------ | ------ | ------ | ------ | ------ | --- |
| Serie A      | 14    | 11      | 4       | 1       | 6       | 23      | 32      | 11           | 0            | 1            | 10           | 7            | 43           | 22     | 4      | 2      | 16     | 30     | 75     | -45 |
| Coppa Italia | -     | 2       | 1       | 0       | 1       | 4       | 2       | 1            | 1            | 0            | 0            | 3            | 1            | 3      | 2      | 0      | 1      | 7      | 3      | +4  |
| Totale       | -     | 13      | 5       | 1       | 7       | 27      | 34      | 12           | 1            | 1            | 10           | 10           | 44           | 25     | 6      | 2      | 17     | 37     | 78     | -41 |

### Andamento in campionato
| Giornata  | 1 | 2 | 3  | 4 | 5 | 6  | 7  | 8  | 9  | 10 | 11 | 12 | 13 | 14 | 15 | 16 | 17 | 18 | 19 | 20 | 21 | 22 |
| --------- | - | - | -- | - | - | -- | -- | -- | -- | -- | -- | -- | -- | -- | -- | -- | -- | -- | -- | -- | -- | -- |
| Luogo     | T | C | T  | C | T | C  | C  | T  | C  | T  | C  | C  | T  | C  | T  | C  | T  | T  | C  | T  | C  | T  |
| Risultato | P | P | P  | V | P | P  | P  | P  | V  | P  | P  | V  | P  | P  | N  | N  | P  | P  | V  | P  | P  | P  |
| Posizione | 7 | 9 | 10 | 8 | 9 | 10 | 11 | 11 | 10 | 11 | 11 | 9  | 11 | 11 | 11 | 10 | 10 | 10 | 10 | 10 | 10 | 11 |

Legenda:

Luogo: C = Casa; T = Trasferta. Risultato: V = Vittoria; N = Pareggio; P = Sconfitta.

### Statistiche delle giocatrici
| Giocatore       | Serie A  | Serie A | Serie A     | Serie A    | Coppa Italia | Coppa Italia | Coppa Italia | Coppa Italia | Totale   | Totale | Totale      | Totale     |
| Giocatore       | Presenze | Reti    | Ammonizioni | Espulsioni | Presenze     | Reti         | Ammonizioni  | Espulsioni   | Presenze | Reti   | Ammonizioni | Espulsioni |
| --------------- | -------- | ------- | ----------- | ---------- | ------------ | ------------ | ------------ | ------------ | -------- | ------ | ----------- | ---------- |
| C. Archinà      | 4        | 0       | 1           | 0          | -            | -            | -            | -            | 4        | 0      | 1           | 0          |
| R. Barbieri     | 18       | 1       | 2           | 0          | 2            | 2            | 0            | 0            | 20       | 3      | 2           | 0          |
| A. Cama         | 14       | 4       | 1           | 0          | -            | -            | -            | -            | 14       | 4      | 1           | 0          |
| M. Capello      | 1        | 0       | 0           | 0          | -            | -            | -            | -            | 1        | 0      | 0           | 0          |
| F. Chiappino    | 3        | 0       | 0           | 0          | -            | -            | -            | -            | 3        | 0      | 0           | 0          |
| A. Favole       | 10       | 0       | 2           | 0          | 1            | 0            | 0            | 0            | 11       | 0      | 2           | 0          |
| S. Favole       | 10       | 0       | 2           | 0          | 1            | 0            | 0            | 0            | 11       | 0      | 2           | 0          |
| E. Genovese     | 6        | 0       | 0           | 0          | 1            | 0            | 0            | 0            | 7        | 0      | 0           | 0          |
| A. Greppi       | 22       | 0       | 2           | 0          | 1            | 1            | 1            | 0            | 23       | 1      | 3           | 0          |
| C. Ippolito     | 4        | 0       | 0           | 0          | 2            | 0            | 0            | 0            | 6        | 0      | 0           | 0          |
| D. Joly         | 6        | 0       | 0           | 0          | 1            | 0            | 0            | 0            | 7        | 0      | 0           | 0          |
| S. Massarelli   | 4        | 0       | 1           | 0          | 2            | 0            | 0            | 0            | 6        | 0      | 1           | 0          |
| C. Masu         | 3        | 0       | 0           | 0          | -            | -            | -            | -            | 3        | 0      | 0           | 0          |
| B. Mazzucchetti | 20       | 2       | 0           | 0          | 1            | 0            | 0            | 0            | 21       | 2      | 0           | 0          |
| E. Moretti      | 15       | 6       | 1           | 0          | 1            | 0            | 0            | 0            | 16       | 6      | 1           | 0          |
| R. Pinna        | 22       | 10      | 2           | 0          | 2            | 1            | 1            | 0            | 24       | 11     | 3           | 0          |
| S. Pisano       | 14       | 0       | 1           | 0          | 2            | 0            | 0            | 0            | 16       | 0      | 1           | 0          |
| F. Prencipe     | 5        | 0       | 0           | 0          | -            | -            | -            | -            | 5        | 0      | 0           | 0          |
| P. Prundeanu    | 0        | 0       | 0           | 0          | -            | -            | -            | -            | 0        | 0      | 0           | 0          |
| V. Puglisi      | 17       | 3       | 0           | 0          | 2            | 0            | 0            | 0            | 19       | 3      | 0           | 0          |
| F. Russo        | 12       | -41     | 1           | 0          | 2            | -2           | 0            | 0            | 14       | -43    | 1           | 0          |
| L. Scarpelli    | 1        | 0       | 0           | 0          | -            | -            | -            | -            | 1        | 0      | 0           | 0          |
| C. Serafino     | 10       | -34     | 2           | 0          | -            | -            | -            | -            | 10       | -34    | 2           | 0          |
| S. Tosetto      | 21       | 0       | 1           | 0          | 2            | 0            | 0            | 0            | 23       | 0      | 1           | 0          |
| G. Tudisco      | 20       | 0       | 2           | 1          | 2            | 0            | 0            | 0            | 22       | 0      | 2           | 1          |
| S. Vivirito     | 20       | 3       | 4           | 0          | 1            | 0            | 0            | 0            | 21       | 3      | 4           | 0          |